# Ezoterika
Ezoterika, ezotéria vagy ezoterikus tanok azon titkos tanokra használt kifejezés, amelyek csak egy csoport beavatottjai számára ismeretesek ("rejtélyes, okkult, rejtett"), szemben az ún. exoterikus tanokkal.
Az ezotéria világába sorolható számos olyan irányzat, amely korunk tudományos világképébe nem illeszkedik bele, a világot, annak működését és részeit a tudományostól eltérő szempontból (vagy a dolgokat összefüggéseiben) vizsgálja. A szót a történelem folyamán is, és ma is számos eltérő módon alkalmazták, alkalmazzuk, hol tágabb körben általában bármilyen titkos tanokra, hol csak az okkult tanokra. Napjainkban az ezoterika minden olyan területet jelölhet, ami az átlagember számára nehezen hozzáférhető.

## Etimológia
A kifejezés a görög εσωτερική, eszóteriké („belső”) szóból ered, ami ezen tanok követőire, a „belső körre” utal, azokra, akik képesek voltak felismerni a tanok összefüggéseit, szemben a „külső körrel” (exoteros), ami a közönséges embereket jelölte.
A tömeg mindig exoterikus. Az ezoterika legfeljebb kis csoportoknak szóló tanítás, amely nem akar a külvilághoz fordulni, missziót folytatni, tömegeket szerezni.
A szó főnévi formája a görög 'ezoterikosz' (latinosan 'ezoterikus') melléknévnek, melynek jelentése: belső, benső (ezo=befelé). Bővebb értelemben a lélek belseje felé irányuló utazást, szűkebb értelemben pedig csak a beavatottak számára elérhető misztikus tudást jelent.

## Története
Az ezotéria az emberiséggel egyidős jelenség, mivel az ember az idők kezdete óta választ keres élete „nagy kérdéseire”. Az ókorban az ezotéria a bizalmas (tanulói) körrel megosztott ismereteket jelentette. Olyan tanítás volt, amely csak a beavatottak számára szólt.
A nyugati ezoterika eredete a késő ókorig, a Földközi-tenger keleti medencéjéig vezethető vissza, ahol az ókori Görögország, Egyiptom, Levante, Babilon és Perzsia vallási és szellemi hagyományai keveredtek, különös tekintettel a hermetizmusra, az újplatonizmusra és a gnoszticizmusra.
Az ezoterika a 19. századtól a teozófia és az okkultizmus gyűjtő megnevezése.
Újra-felfedezéséről körülbelül az 1960-as évektől kibontakozó New Age (Új Korszak) mozgalom keretében beszélhetünk.

## Alapelvei; tanítások
Az ezoterika tudás, de nem ismeret. Ez a tudás tapasztalatból származik, ami nem átadható. Az ismeret könnyen átadható, akár nagyobb tömegeknek is. A tapasztalat nem, mivel az egyéni megélésből származik. Ezért jellemző az ezoterikus tudásra az, hogy aki megtapasztalta, az tudja, aki csak olvasott róla, az nem. 
Az ezoterika egy olyan út, amelyen járni kell, és amely vezet valahová. Ezt a célt így szokták megnevezni: a kozmikus tudat elérése, megvilágosodás, az emberi teljesség elérése, Istennel való egyesülés stb. Ezen az úton tapasztalások révén ismerjük fel önmagunkban és a világban az egyetemes törvényeket.
Az ezoterikus tanítások háttere, közege mindig vallásos volt.
Az ezoterikus tanítások mindig megkövetelik a megszokott életmód megváltoztatását, hiszen az elsajátított szellemi törvényeket a gyakorlatban kell alkalmazni. Ellenkező esetben nincs sok értelme.
Az ezoterika nézete szerint a világban kettősség, polaritás uralkodik, ahol az erők egymásnak feszülnek, egymás ellen harcolnak; amely a jó és rossz örök harcáról szól, ahol az egyik meg akarja semmisíteni a másikat. Mivel azonban a fény nem lehet árnyék nélkül, az egyik pólus nem létezhet a másik nélkül, így ez a megsemmisítés soha nem sikerülhet.
Az ezoterikus tanítások szerint az ember és a világ eredetileg tiszta szellemi állapotban volt egységben. Ez az állapot később megtört, és minden szinten lefokozódott, így jött létre a polaritás világa.
Az ezoterikus gondolkodáshoz a szellemi hierarchia kapcsolható, amelyet így kell elképzelni: a csúcson a Teremtő, az Egy, a tiszta szellem áll, alatta a teremtett szellemi világok, legalul pedig ezek leképeződése az anyagba, azaz a fizikai lét. Az ezoterikus tanítások az anyagot összesűrűsödött szellemként (fényként) értelmezik, ezért nem szakítják ketté a szellemet és az anyagot, csupán formára különböztetik meg.
A világnézete szerint a látható és láthatatlan világok a négy elemből (tűz, víz, levegő, föld) és ezek egyensúlyán és kölcsönhatásán épülnek fel.
Az aranykor mítoszának üzenete ezoterikus szempontból így foglalható össze: Az ember eredeti állapota szellem, ahol az élet és a lét teljesen összefonódott, teljességgel áthatotta egymást. 
Az analógia törvénye: „Amint fent, úgy lent”. Az emberi elme az univerzumot tükrözi. 
A rezonancia törvénye: „A hasonló hasonlót vonz.” Például olyan emberekkel, eszmékkel, lehetőségekkel találkozunk, amelyek bennünk is megvannak. Vagy a médiumitásban, mágiában olyan szellemlényeket vonzunk magunkhoz, amilyen a saját rezgésünk is.
A polaritás törvénye: Az ember olyan valóságban él, ahol mindent kettősségben érzékel: ég-föld, anyag-szellem, jó-rossz, férfi-nő stb. 
A véletlenek: Az ezoterikus tanítások alapján nincsenek véletlenek. A hétköznapi életben ez például azt jelenti, hogy ha szükségünk van valamire az előrehaladásban, akkor találkozni fogunk azzal a személlyel, könyvvel vagy információval stb., ami éppen akkor segít.
A nyugati ezoterikus tanítások alapja a hermetikus filozófia. Ennek feltételei a Tabula Smaragdinában vannak rögzítve, amely Hermész Triszmegisztosz nevéhez kapcsolódik.
A mai, nyugati ezotériába a hinduizmus következő tanításai szivárogtak be, főleg a teozófia révén :
- Minden lény tisztán szellemi lélekből (dzsíva), másrészt egy vagy több anyagi jellegű testből áll.
- A lélek öröktől fogva létezik, és az általa véghezvitt jó és rossz cselekedetek (karma) következményeként mindig új testbe költözik (reinkarnáció).
- A fizikai testet finomanyagi testek veszik körül, amely az érzékelés, a cselekvés és a lelki élet finom szerveinek hordozója.
- A monisták szerint az egyéni lélek a világszellem része, ebből árad ki a teremtéskor, és ide tér vissza a kozmikus belégzéskor. A "megváltottak" örökre egyesülnek minden létezés ősokával, ezért nem kell többé részt venniük a kozmikus ki- és belégzésben.

## Ezoterikus irányzatok
Egy nem kizárólagos lista az ezoterikus tanokról, vagy olyan világnézetekről, irányzatokról, csoportokról, amelyek ezoterikus tanokra építhetnek:
- okkultizmus
  - mágia
- alkímia
- asztrológia
- spiritualizmus
- teozófia
- gnoszticizmus
- kabbala
- püthagoreusok
- antropozófia
- szabadkőművesség [megj. 1]
- rózsakeresztesek stb.

Több vallás alapelemei és gondolatai, tanításai szintén beilleszkednek az ezoterikus világképbe.
- vallási jellegű irányzatok:
  - jóga
  - tantra
  - wicca, újpogányság, boszorkányság
  - ezoterikus buddhizmus (vadzsrajána)
  - kasmíri-saivizmus
  - ezoterikus kereszténység
  - sámánizmus
  - sátánizmus
  - szúfizmus
  - taoizmus
  - orfikus tanok
  - UFO-vallások  (amelyben elfogadják az UFO-k létezését és a hívei általában úgy vélik, hogy ezek érdekeltek az emberiség jólétében) stb.

## Tudomány
A modern tudomány az ezoterika egy részét az áltudományok közé sorolja.

### Kutatása
1980-ban Robert A. McDermott, a filozófia és vallás professzora megalapította az USA-ban a Hermetikus Akadémiát, amely a nyugati ezotéria iránt érdeklődő kutatók számára kínált lehetőséget.
1994-re a nyugati ezotéria akadémiai tanulmányozása az USA-n kívül Franciaországban, Olaszországban és Angliában is elindult.
2008-ra három egyetemi tanszék működött a témában: a Sorbonne Egyetemen, az Amszterdami Egyetemen és az angliai Exeteri Egyetemen; az utóbbi két intézményben mesterképzési programokat is kínáltak.

## Fordítás
- Ez a szócikk részben vagy egészben  az   Esoterismo című spanyol Wikipédia-szócikk fordításán alapul.  Az eredeti cikk szerkesztőit annak laptörténete sorolja fel. Ez a jelzés csupán a megfogalmazás eredetét és a szerzői jogokat jelzi, nem szolgál a cikkben szereplő információk forrásmegjelöléseként.